# Andrée Clair
Andrée Clair (* 6. Mai 1916 in Frankreich; † 1982 ebenda; eigentlich Renée Jung) war eine französische Schriftstellerin.

## Leben
Andrée Clair wuchs in einem Pariser Vorort auf. Ihr Vater war Kontrolleur bei der Post-, Telegrafen- und Telefonverwaltung. Nach dem Schulbesuch studierte sie am Institut für Ethnologie an der Sorbonne. Sie spezialisierte sich auf Schwarzafrika und schloss ihr Studium mit einer Licence ès lettres ab. Clair war als Kritikerin von Kinderbüchern und von Büchern über Schwarzafrika sowie als Lektorin beim Verlag Présence Africaine tätig. Sie arbeitete in der Schwarzafrika-Abteilung des Pariser Musée de l’Homme, dann als ethnologische Assistentin im Institut für zentralafrikanische Studien in Brazzaville, gefolgt von einer Tätigkeit als Professorin in Tschad. Sie besuchte neun Länder West- und Äquatorialafrikas, in denen sie oft als Lehrerin Arbeit fand.
Clair schrieb zahlreiche Kinder- und Jugendbücher, von denen die meisten in Afrika spielen. Außerdem veröffentlichte sie Gedichte und Sachbücher über Afrika. Eine besondere Beziehung verband sie mit Niger. Boubou Hama, der langjährige Präsident der Nationalversammlung Nigers, war Ko-Autor mehrerer ihrer Bücher. Sie war von 1961 bis 1974 Funktionärin bei der nigrischen Präsidentschaftskanzlei von Staatspräsident Hamani Diori, zuletzt als Kulturberaterin. Clair nahm an Konferenzen über Niger und Schwarzafrika sowie zu Kinder- und Jugendliteratur teil und veröffentlichte in mehreren Zeitschriften Aufsätze zu diesen Themen. Als Hamani Diori 1974 bei einem Militärputsch gestürzt wurde, musste sie ihren Posten als Kulturberaterin aufgeben. Clair kehrte nach Frankreich zurück, wo sie zunächst in Paris lebte und in Dreux ihren Ruhestand verbrachte.

## Werke
- Moudaïna ou Deux enfants au cœur de l’Afrique. Bourrelier, Paris 1952. [dt.: Moudaina.2 Kinder im Herzen Afrikas. Ins Deutsche übertragen von Agnes Quehl. Stuttgart: Thienmanns, 1955].
- Bemba. Bourrelier, Paris 1955. [dt.: Bemba. Übersetzt aus dem Französischen von Karl Schodder. Berlin: Altberliner Verlag Groszer, 1963].
- Le Mur gris de toutes les couleurs. Bourrelier, Paris 1955. [dt.: Ein bisschen Glück durch Colette. Aus dem Französischen von Ursula Rohden. Stuttgart: Boje, 1957].
- Eau ficelée et ficelle de fumée. Contes recueillis au Tchad et au Cameroun par l’auteur. La Farandole, Paris 1957.
- Aminatou. La Farandole, Paris 1959.
- Le fabuleux empire du Mali. Présence Africaine, Paris 1959.
- Tchinda. La petite soeur de Moudaïna. Bourrelier, Paris 1959.
- Bakari, enfant du Mali. Présence Africaine, Paris 1959.
- Dijé. La Farandole, Paris 1961.
- Rejoignons Moudaïna! Bourrelier, Paris 1961.
- Les découvertes d’Alkassoum. La Farandole, Paris 1964.
- Le Niger. Pays à découvrir. Hachette, Paris 1965.
- La Babiroussa... et les autres. Poèmes. Istra, Paris 1965.
- Le Niger indépendant, fraternité, travail, progrès. A.T.E.O.S, Paris 1966.
- Nicole au quinzième étage. La Farandole, Paris 1969.
- Nicole et l’ascenseur. La Farandole, Paris 1971.
- L’aventure d’Albarka. Mit Boubou Hama. Julliard, Paris 1972.
- Issilim. Bourrelier, Paris 1972.
- La Savane enchantée. Mit Boubou Hama. La Farandole, Paris 1972.
- L’Afrique. Mit Claude Bourdet, Jean Suret-Canale und Boubou Hama. Mit einem Vorwort von Léopold Sédar Senghor. Éd. du Burin, Paris 1973.
- Farfelettis. Comptines. L’École des loisirs, Paris 1973.
- Nicole dans le grand pré. La Farandole, Paris 1973.
- Le Baobab merveilleux. Mit Boubou Hama. La Farandole, Paris 1974.
- Kangourourimes. Comptines. L’École des loisirs, Paris 1974.
- Kangué izé. Mit Boubou Hama. La Farandole, Paris 1974.
- Safia et le fleuve. La Farandole, Paris 1974.
- Les deux étoiles. Un conte. Dessain et Tolra, Paris 1975.
- Escargotiques. Comptines. L’École des loisirs, Paris 1975.
- Founya-le-vaurien. Mit Boubou Hama. Éditions G.P., Paris 1975.
- Marc et Nathalie. La chatte verte. Nathan, Paris 1976.
- Marc et Nathalie. Quelques grains de poivre. Nathan, Paris 1976.
- Marc et Nathalie. A la neige. Nathan, Paris 1976.
- Marc et Nathalie. Les quatre inconnus. Nathan, Paris 1976.
- Nicole ne voit plus rien. La Farandole, Paris 1975.
- Nicole et Djamila. La Farandole, Paris 1976.
- Safia et le puits. La Farandole, Paris 1976.
- Safia et le jardin. La Farandole, Paris 1976.
- Les fameuses histoires du village de Tibbo. Mit Boubou Hama. La Farandole, Paris 1977.
- Nicole et l’étoile de mer. La Farandole, Paris 1978.
- L’Amour d’Aïssatou. Duculot, Paris 1979.
- Galzé et Soun, le sorcier. Conte du Nord-Cameroun. La Farandole, Paris 1980.
- Un, deux, trois. La Farandole, Paris 1980.
- Niger, fleuve du Sahel. Messidor, Paris 1982.
- Les Vélodingues. Poèmes. La Farandole, Paris 1982.
- Le petit lièvre, l’éléphant et le chameau. Mit Boubou Hama. Kaléidoscope, Paris 1992.